# Perdita graenicheri
Perdita graenicheri är en biart som beskrevs av Timberlake 1947. Perdita graenicheri ingår i släktet Perdita och familjen grävbin. Inga underarter finns listade i Catalogue of Life.